# تفجير كويته أغسطس 2021
تفجير كويته أغسطس 2021 في 9 أغسطس 2021 أسفر انفجاران بقنبلة في كويته عن مقتل شرطيين على الأقل وإصابة 22 آخرين، بينهم ثمانية من رجال الشرطة. ووقع أحد الانفجارات بالقرب من فندق سيرينا ويونيتي تشوك. الانفجار الثاني نتج عن هجوم بقنبلة يدوية على طريق سريب.
وقع الانفجار الأول بالقرب من فندق سيرينا بسبب عبوة ناسفة مزروعة على دراجة نارية واستهدفت سيارة شرطة في منطقة أمنية رئيسية. أسفر الانفجار عن مقتل شرطيين على الأقل. تم نقل الجرحى إلى مستشفى كويتا المدني.
وقع الانفجار الثاني في الساعة الثانية من اليوم الأول بالقرب من عربة يدوية في محطة حافلات سادا بيهار على طريق ساراب، حيث كان كريشنا كومار يباع الأعلام الباكستانية للاحتفال بيوم الاستقلال القادم. وأسفر هجوم بقنبلة يدوية في المنطقة عن إصابة شخص واحد.